# Petr Wagner
Petr Wagner (13. června 1969 Praha – 30. prosince 2019 tamtéž) byl český virtuos na violu da gamba, kapelník a dirigent.

## Studium
Studoval violoncello na Pražské konzervatoři, dále pokračoval studiem hudební vědy na Univerzitě Karlově a Royal Holloway University of London. Ve hře na violu da gamba se zdokonaloval u Richarda Boothbyho v Londýně, posléze u Jaapa ter Lindena na Akademii für alte Musik v Drážďanech. Svá studia tohoto nástroje završil získáním prestižního diplomu Uitvoerend Musicus pod vedením Wielanda Kuijkena na Královské konzervatoři v Haagu.

## Umělecké působení a spolupráce
Jako sólista, komorní a continuový hráč vystupoval na evropských a světových pódiích a festivalech (Queen Elisabeth Hall/Southbank Early Music Series London, Frankischer Sommer, Stavanger Philharmonic Chamber music series, Teatro Carlo Felice v Janově, Royal Danish Chamber orchestra concert series Copenhagen, Festival Ile de France, Festival Art et Spiritualle – Troyes, Mexico City Shakespearean Festival, Pražské jaro, Sopron Early Music Days, Mitte Europa Festival, Elbhangfest, Forum Musicum Wroclaw, Concentus Moraviae, koncertní cykly staré hudby Symfonického orchestru hl. m. Prahy FOK a další).
Spolupracoval s uměleckými osobnostmi, jakými jsou např. Jacques Ogg, René Jacobs, Enoch zu Guttenberg, Andrew Parrot a další. Spolupracoval též se soubory Collegium 1704, New London Consort, Rare Fruits Council, Capella cracoviensis, Musicians of The Globe, Concerto Palatino, Orfeo Orchestra, Musica Florea, Solamente naturali a dalšími.

## Ensemble Tourbillon
V roce 1998 založil Ensemble Tourbillon, jehož aktivity byly zaměřeny na komorní a orchestrální tvorbu evropského baroka a raného klasicismu. Mezinárodní složení souboru reprezentovalo evropskou tradici poučené interpretace staré hudby, jejímž výsledkem je přirozená muzikalita, bohatá zvuková barevnost a expresivita. Ensemble Tourbillon se pod vedením Petra Wagnera byl pravidelným hostem mezinárodních festivalů. Na Festival Oude Muziek Utrecht 2019 provedl s Ensemble Tourbillon a sólistkami Hanou Blažíkovou a Monikou Jägerovou Stabat Mater Giovanniho Batisty Pergolesiho.

## Pedagogické působení
Kromě intenzivní soukromé výuky se věnoval svým žákům na Masarykově univerzitě v Brně a Akademii Muzycznej im. Karola Lipinskiego v polské Vratislavi, jakož i v rámci mistrovských kurzů staré hudby v Lidzbarku Warmińském, Praze, Düsseldorfu a Moskvě.

## Diskografie
Vybraná diskografie Petr Wagner & Ensemble Tourbillon
- Carl Friedrich Abel: The Drexel Manuscript (Accent, 2016)
- Jan Dismas Zelenka: Italian Arias (Accent, 2016)
- Johann Abraham Schmierer (Accent, 2015)
- Vienna 1709 (Accent, 2014)
- Gottfried Finger: The Complette Music for Viola da Gamba solo (Accent, 2012)
- Roland Marais: Pieces de Viole (Accent, 2011)
- Gottfried Finger: Sonatae & balletti scordati (Arta, 2008)
- Charles Dollé: Pieces de Viole (Dorian Recording, 2003/Ars Production, 2012)